# فضاهای خیلی باز (ترانه)
«فضاهای خیلی باز» (به انگلیسی: Wide Open Spaces) تک‌آهنگی از دیکسی چیکس است که در سال ۱۹۹۸ میلادی منتشر شد.
این تک‌آهنگ در چارت‌های ، در رتبه اول قرار گرفت.